# Pasquale Soffi
Pasquale Antonio Soffi (Lucca, Toscana, 1732 - 1810) fou un professor i compositor italià. Va ser professor de música del seminari de la seva ciutat natal, en la que formà excel·lents i nombrosos organistes. Les seves composicions, exclusivament religioses, comprenen l'oratori Santo Tomás Apóstol; misses; vespres; motets; introits; Benedictus i Miserere a 3 i 4 veus, així com 24 servicis complets a gran orquestra. Aquestes obres es distingeixen per la correcció de la seva escriptura i fàcil inspiració.